# 軽井沢高原文庫
軽井沢高原文庫（かるいざわこうげんぶんこ）は、長野県軽井沢町の軽井沢タリアセンにある文学館。堀辰雄、室生犀星をはじめとする軽井沢にゆかりがある近代文学者の資料を展示し紹介する。1985年8月10日に開館。全国文学館協議会加盟。

## 施設
- 堀辰雄山荘「1412番山荘」 - 旧軽井沢釜の沢から移築。彼の小説「美しい村」に登場する。1941年に堀辰雄が購入して1944年まで夏の別荘として使用。後年、画家の深沢省三、深沢紅子夫妻が夏の別荘として使用した。
- 野上弥生子書斎兼茶室 - 北軽井沢の法政大学村から移築。1933年（昭和8年）築
- 浄月庵 - 有島武郎の旧別荘。木造二階建てで、旧軽井沢の三笠（武郎の妹の嫁ぎ先山本直良家敷地）にあった。有島は1916年(大正5年)から毎夏この別荘で過ごし、1918年(大正7年)に『生まれ出ずる悩み』を執筆[2]。1923年（大正12年）に波多野秋子とともに、1階中央十畳ほどの応接室にて縊死した[3]。この情死後、地元青年会が譲り受けて移築、天井の太梁を抜くなどして情死の跡を取り去り、戦争直後は引揚者の仮宿としても賑わった[4]。現在1階はカフェ、2階は有島武郎記念館になっている[2]。
- 立原道造詩碑
- 中村真一郎文学碑

- この他、2013年に旧軽井沢の辻邦生山荘（1976年築）が遺族より当文庫に寄贈されている。建設当初の場所に現存しており、当文庫敷地内に移築はされていない。

## 歴代館長
- 池内輝雄
- 中村真一郎
- 加賀乙彦

## 利用情報
- 開館時間：午前9時～午後5時
- 所在地 - 〒389-0100 長野県北佐久郡軽井沢町大字長倉字塩沢

## 交通アクセス
- しなの鉄道 中軽井沢駅からバスで15分、「風越公園」下車、徒歩10分

## 周辺情報
- 軽井沢タリアセン - 軽井沢高原文庫、ペイネ美術館、深沢紅子野の花美術館
- ムーゼの森 - 軽井沢絵本の森美術館、エルツおもちゃ博物館
- 風越公園 - 風越アリーナ、スカップ軽井沢